# Полет 629 на „Юнайтед Еър Лайнс“
Полет 629 на „Юнайтед Еър Лайнс“ е вътрешен пътнически полет от летище „Ла Гуардия“, Ню Йорк, Ню Йорк, до международното летище „Сиатъл–Такома“, Сиатъл, Вашингтон, с планирани междинни кацания в Чикаго, Денвър и Портланд, Съединените американски щати, управляван от „Юнайтед Еър Лайнс“. На 1 ноември 1955 г. самолетът „Дъглас DC-6B“, който изпълнява полета, се разпада във въздуха на път от Денвър за Портланд и се разбива близо до Лонгмънт, Колорадо. Катастрофата причинява смъртта на всички 39 пътници и 5 членове на екипажа на борда.
Разследващите установяват, че американски гражданин на име Джон Гилбърт Греъм поставя бомба от динамит в самолета в опит да убие майка си като отмъщение за своето детство и да получи голямо изплащане от застраховка живот. Въпреки, че убива 44 души, в законодателството през 1955 г. няма федерален закон, според който взривяването на самолети е престъпление и в деня след самопризнанията на атентатора, той е обвинен в предумишлено убийство само срещу своята майка. В рамките на 15 месеца след експлозията Джон Гилбърт Греъм, който вече има голямо криминално досие, е съден, осъден и екзекутиран за престъплението в газовата камера в щатския затвор в Колорадо на 11 януари 1957 г.
В резултат от атентата на самолета, е представен законопроект, подписан от президента Дуайт Айзенхауер на 14 юли 1956 г., който прави умишленото бомбардиране и взривяване на търговски самолети незаконно.